# Ербіль
Ербі́ль або Гевлер (араб. اربيل — Arbīl; курд. Hewlêr; ново-ассирійська Arbīl, аккадська Arba-Ilu, грец. Arbela) — місто в Іраку, столиця Іракського Курдистану. Місто населенням близько 1,3 млн. (2009), четверте за величиною місто в Іраку після Багдада, Басри і Мосула.
Місто розташоване на рівнині, біля підніжжя гір, що примикають до нього з півночі і заходу, посередині між річками Великий і Малий Заб. Міське життя в Ербілі може бути датоване принаймні, 6000 років до н. е., і це робить його одним з найстаріших безперервно населених міст в світі. У центрі міста є стародавня цитадель Ербіль. Хуррити були першими, хто розширив своє панування по всій північній Месопотамії. З тих пір місто перебувало під владою багатьох регіональних держав, у тому числі ассирійців, вавилонян, курдів, персів, греків, арабів та сельджуків і османських турків. В Археологічному музеї Ербіля є велика колекція ісламських артефактів і він є центром археологічних проєктів у цій галузі.

## Історія

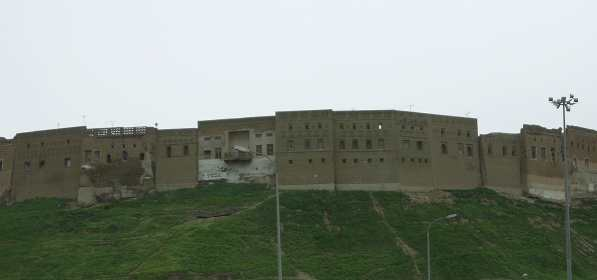
Ербільська цитадель

Одне з найдавніших міст світу. Про історію міста нагадує пагорб Цитаделі, що являє собою залишки колишніх поселень; навколишня його стіна, як вважають, у своїй найдавнішій частині сходить ще до доісламських часів. У ассирійські часи вважався присвяченим богині Іштар. У храмі Іштар був оракул: жриці, в екстазичному стані, давали передбачення; як і у всіх храмах цієї богині, жриці віддавалися храмовій проституції.
За часів перського панування через місто, відоме з грецьких джерел як Арбелі, проходила так звана «Царська дорога», що зв'язує центр Перської держави з Егейським узбережжям. Саме тут збирав свої армії з підвладних народів перський цар Дарій III для відсічі македонцям. Місто прославилося завдяки вирішальній перемозі, яку здобув недалеко від Арбел (точніше, під містечком Гавгамели за 75 км на північний захід від Арбел) в 331 році до н. е. Олександр Македонський над перським царем Дарієм III. Після поразки Дарій утік через це місто, і саме бій античні історики називають Битвою при Арбелі, хоча зараз встановилася географічно точніша назва — Битва при Гавгамелах.
У III ст. до н. е. — III ст. столиця невеликого царства Адіабена, (інакше «Арбелітіда»), підвладного Парфії, потім увійшло як столиця намісництва до складу держави Сасанідів. Адіабена відома в єврейській традиції тим, що її правителі на початку н. е. взяли юдаїзм; але основною релігією населення до кінця античності стало християнство.
З 642 року Ербіль, разом з усією Месопотамією, потрапляє під владу арабів і починає ісламізуватися. У 1144 році тюркський Атабеков Зейнуддін Алі Кучук перетворює Ербіль в центр самостійного емірату. Цей емірат досяг розквіту при емірі Музафар-ед-Діні Гьокбуру (1190–1232), зяті єгипетського султана Салах ад-Діна. У мусульманському світі Музаффар відомий тим, що ввів святкування дня народження пророка Мухаммеда — перше таке свято було влаштоване з великою розкішшю в Ербілі в 1207 році. При Музаффарі було побудовано кілька будівель, що збереглися дотепер, у тому числі друга (після цитаделі) пам'ятка міста — мінарет Музаффарійя (нині більш відомий як «Надламаний мінарет») — 33-метрова вежа, яка колись була частиною комплексу медресе. Музаффар побудував і базар Кайсаром, також зберігся (в перебудованому вигляді).
У 1258 року місто після річної облоги захопили монголи і володіли ним до 1410 року (тобто до смерті Тимура). Потім ним володіли недовговічні держави Кара-Коюнлу і Ак-Коюнлу і шах Ісмаїл Сефевідамі. В останнього місто в 1517 році відняли турки, чия влада зберігалася рівно 400 років. У листопаді 1918 року Ербіль був зайнятий англійцями, які зробили його столицею особливого губернаторства. З 1921 року в складі Іраку.

## Сучасність
11 березня 1974 року оголошене столицею Курдської автономії в Іраку. Для органів управління автономії була побудована масивна будівля, у якій нині розміщується парламент Іракського Курдистану.
Із 1992 року — столиця Регіонального Уряду Курдистану (у 1996 — травні 2006 року — лише уряду ербільсько-дохукської частини курдського регіону).
У центрі міста — круглий 30-метровий пагорб, увінчаний древньою фортечною стіною, що утворює «Цитадель» («Кала») — власне, старе місто — площею 102 000 кв. м.
Два музеї: Музей цивілізації (археологічний, присвячений доісламським старожитностям) та етнографічний. Університет «Салах-ед-Дін».
Підприємства: ткацькі, тютюнові, деревообробні, з оброблення мармуру, килимоткацькі, цегляні.
У 2005 році на місці старого військового аеродрому відкритий міжнародний аеропорт.
Уряд Нечірвана Барзані здійснює ряд амбітних проектів з реконструкції та розвитку міста, у тому числі з будівництва ділового центру «Airport-city» та елітного кварталу «Dream-city».
Активно розвивається спорт. Футбольний клуб «Ербіль» на кубку чемпіонів АФК доходив до фіналу.

## Міграційна криза
У 2021 році чимало мешканців Ербіля дісталися до Мінська, а потім до кордону із Польщею, таким чином створюючи кризу на кордоні Польщі із Білоруссю.

## Клімат
| Клімат | Клімат | Клімат | Клімат | Клімат | Клімат | Клімат | Клімат | Клімат | Клімат | Клімат | Клімат | Клімат | Клімат |
| Показник | Січ.   | Лют.   | Бер.   | Квіт.  | Трав.  | Черв.  | Лип.   | Серп.  | Вер.   | Жовт.  | Лист.  | Груд.  |        |
| Абсолютний максимум, °C | 20     | 27     | 30     | 34     | 42     | 44     | 48     | 49     | 45     | 39     | 31     | 24     |        |
| Середній максимум, °C | 12,4   | 14,2   | 18,1   | 24     | 31,5   | 38,1   | 42     | 41,9   | 37,9   | 30,7   | 21,2   | 14,4   |        |
| Середня температура, °C | 7,4    | 8,9    | 12,4   | 17,5   | 24,1   | 29,7   | 33,4   | 33,1   | 29     | 22,6   | 15     | 9,1    |        |
| Середній мінімум, °C | 2,4    | 3,6    | 6,7    | 11,1   | 16,7   | 21,4   | 24,9   | 24,4   | 20,1   | 14,5   | 8,9    | 3,9    |        |
| Абсолютний мінімум, °C | −4     | −6     | −1     | 3      | 6      | 10     | 13     | 17     | 11     | 4      | −2     | −2     |        |
| Норма опадів, мм | 111    | 97     | 89     | 69     | 26     | 0      | 0      | 0      | 0      | 12     | 56     | 80     |        |
| Днів з опадами | 9      | 9      | 10     | 9      | 4      | 1      |        |        | 1      | 3      | 6      | 10     |        |
| Днів зі снігом | 1      | 0      |        | 0      | 0      | 0      | 0      | 0      | 0      | 0      | 0      |        |        |
| Вологість повітря, % | 74.5   | 70     | 65     | 58.5   | 41.5   | 28.5   | 25     | 27.5   | 30.5   | 43.5   | 60.5   | 75.5   |        |
| --- | ------ | ------ | ------ | ------ | ------ | ------ | ------ | ------ | ------ | ------ | ------ | ------ | ------ |
| Джерело: Climate-Data.org, My Forecast for records, humidity, snow and precipitation days та What's the Weather Like.org, Erbilia |        |        |        |        |        |        |        |        |        |        |        |        |        |

## Населення
Релігійний склад населення Ербіля, згідно з останніми оцінками перепису, який проводився в 1920 році, виглядає наступним чином:
96100 — мусульман,
4100 — християн,
4800 — євреїв,
1000 — іншої віри.

## Міста-побратими
- Брашов, Румунія